# Jordan Knight
Jordan Knight, volledig Jordan Nathaniel Marcel Knight (Worcester (Massachusetts)), 17 mei 1970) is een Amerikaans singer-songwriter. Hij werd bekend als zanger in de boyband New Kids on the Block (NKOTB), die in de jaren 80 en 90 veel succes had. Opvallend is vooral zijn zangstijl met falsetto-stem, beïnvloed door The Stylistics.

## Solocarrière na New Kids on the Block
Jordan Knight bracht een eerste soloalbum ("Jordan Knight") uit in 1999 met als eerste single "Give It To You". De single werd genomineerd in 1999 voor een MTV Video Music Awards for Best Dance Video, maar won niet. Het album won wel de Aspire Music Award voor Best Male Album (Pop) (Beste album bij de mannen (Pop)).
In 2004 bracht Knight het album Jordan Knight Performs New Kids on the Block uit, waarin hij zijn eigen versie van hits van New Kids on the Block brengt. In 2005 kwam de opvolger The Fix, een ep met als belangrijkste single "Where is Your Heart Tonight"
In september 2006 bracht Transcontinental Records Knights langverwachte album Love Songs uit. De eerste single hieruit was Say Goodbye, een duet met Deborah Gibson.
Medio 2011 kwam het album "Unfinished" uit op het label Enterainment One US. Na "Jordan Knight" uit 1999 was dit het tweede volledige album met nieuw materiaal (dus zonder covers) van Jordan Knight.

## Privé
Knights is in 2004 getrouwd met Evelyn Melendez, ze hebben twee zonen; Dante Jordan (25 augustus 1999) en Eric Jacob (21 februari 2007).

## Discografie

### New Kids on the Block Albums
- New Kids on the Block (1986)
- Hangin' Tough (1988)
- Merry Merry Christmas (1989)
- Step by Step (1990)
- No More Games: The Remix Album (1990)
- Face the Music (1994)
- Greatest Hits (1999)
- The Block  ( 2008)
- NKOTBSB  (2011)
- 10 (2013)

### Solo-albums
- Jordan Knight (1999)
- Jordan Knight Performs New Kids on the Block - The Remix Album (2004)
- The Fix (ep, 2005)
- Love Songs (2006)
- Unfinished (2011)

## Singles
- Give It to You (1999) (Alarmschijf)
- I Could Never Take the Place of Your Man (1999)
- Where Is Your Heart Tonight (2006)
- Say Goodbye (duet met Deborah Gibson) (2006)